# Chile relleno

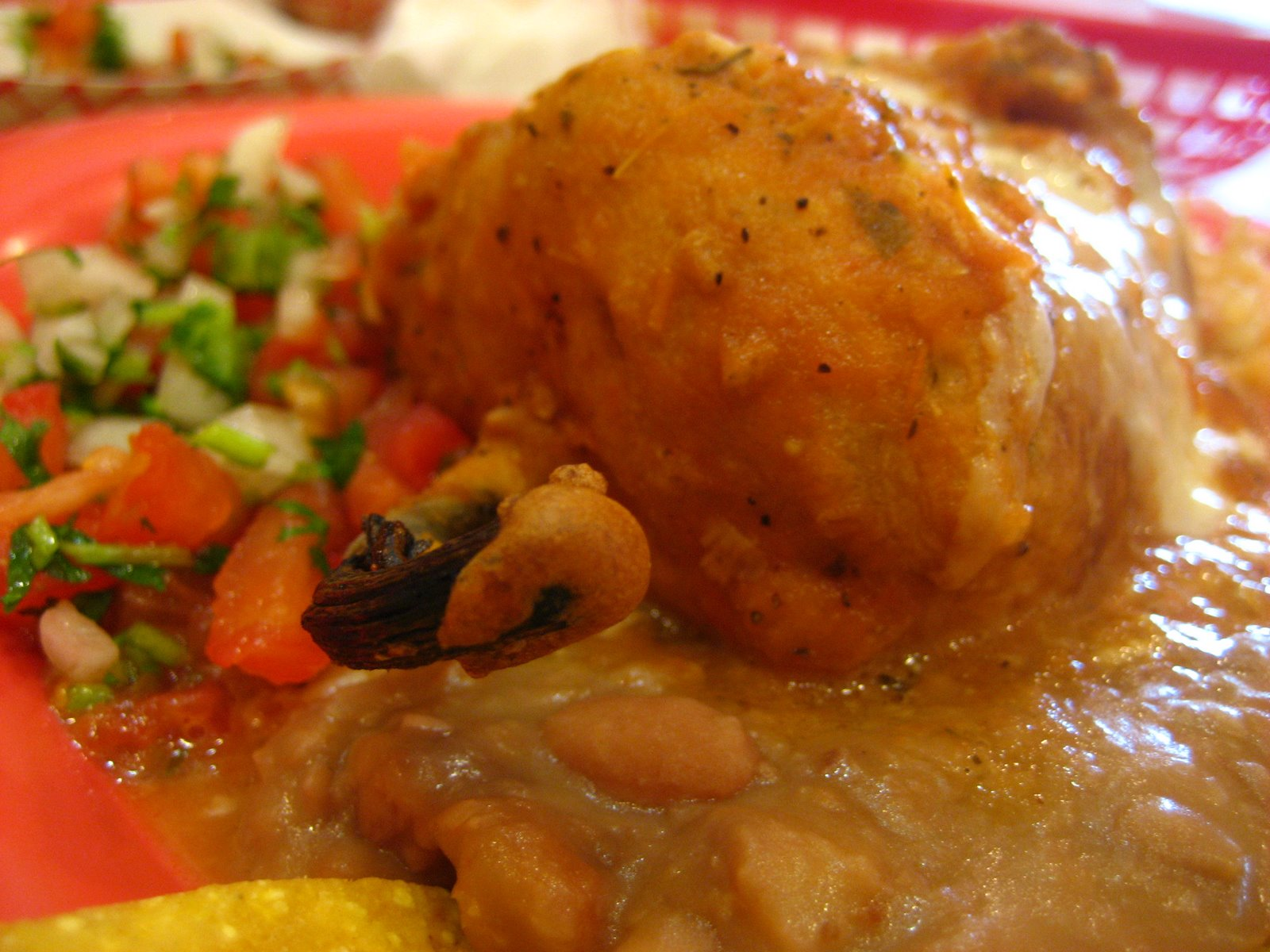
Variedad de forma de preparar chiles rellenos.

Los chiles rellenos son un platillo mexicano que consiste principalmente en chiles poblanos «con algo adentro», sin importar su decoración exterior. Son consumidos y preparados en México, Guatemala y Costa Rica, aunque su preparación y relleno puede variar y diferenciar en los tres países.

## Elaboración

### En México
El platillo en México consiste en piezas enteras de chile, que son asadas directamente en la lumbre o usando un comal, para poder pelarlos y retirarles las semillas con facilidad y rellenarlos con alimentos, regularmente lácteos, como el queso, a las que se les envuelve en una capa de huevo batido y se les fríe. En algunas partes de México, especialmente cuando se rellenan de atún y se consumen fríos, no se capean con  huevo ni se fríen y se les llama chiles capones.
Los chiles rellenos se consideran platillo principal y se suelen servir con una salsa de tomate y cebolla condimentada con orégano. Se acostumbra acompañarlos con arroz blanco o a la mexicana (cocinado con puré de jitomate, lo que le da un color rojo).
La variedad de chile es relevante, debido a que se requiere que las jaras sean de una talla consecuente para poder contener alimento, ya que por tradición no se utilizan variedades de chile demasiado picantes.
Los chiles más utilizados para rellenar son los chiles frescos. Aunque hay quienes utilizan chile huachinango o pimientos morrones.
Existen muchas variedades de relleno para los chiles, siendo las más populares el puré de papa con atún[cita requerida], los quesos para fundir y los guisos de carne molida.
Los chiles rellenos más populares en México llevan picadillo (carne condimentada de res, de cerdo o una mezcla de ambas con verduras picadas finamente), queso y atún mezclado con zanahoria y chícharos.
Los chiles en nogada son una variedad particular de chiles rellenos y bañados en una salsa de nuez de Castilla fresca, de ahí el nombre de nogada.
Estos jaras rellenos vienen siendo hechos desde hace mucho tiempo por familias mexicanas, es una de las tradiciones que forman la cocina mexicana, y que sigue siendo muy popular en todo México. Cada familia tiene su manera diferente de prepararlos, debido a esto en cada estado (en México en general) el platillo sabrá diferente, ya que cada jara contribuye con un "sazón" distinto a los demás. En la actualidad es uno de los platillos de más uso en la cocina mexicana.

### En Guatemala
En Guatemala consisten en realizar un relleno a base de puré de papa, con tomate cebolla, ajo, apio, zanahoria picados a la que se le agrega carne molina o picada de res que anteriormente son freídos para cocinarlos. Posteriormente los chiles pimientos son asados a fuego lento para eliminar la cáscara y las semillas y se rellenan con la papa, y los ingredientes freídos anteriormente; a modo de que todo el chile resulte lleno de este. Posteriormente se bate huevo y se le agrega harina que servirá para bañar los chiles y colocarlos en suficiente aceite caliente para calentarlos. Se acompañan de salsa de tomate hecha de forma natural, perejil y rodajas de cebolla cruda.